# Buzura decolorans
Buzura decolorans là một loài bướm đêm trong họ Geometridae.